# Friedrich-Karl Falcke
Friedrich-Karl Falcke (* 4. Oktober 1921 in Königsberg, Ostpreußen; † nach 1985) war ein deutscher Ingenieur und Manager.

## Leben und Wirken
Friedrich-Karl Falcke war ein Sohn des letzten Oberstudiendirektors der Burgschule in Königsberg, Fritz Falcke. Mit mehreren Brüdern und einer Schwester wuchs er in der Dienstwohnung seines Vaters im Gebäude der Burgschule auf. Im Zweiten Weltkrieg wurde er zum Kriegsdienst eingezogen und kehrte schwer verwundet zurück. Anschließend nahm er an der TH Karlsruhe ein Studium des Bauingenieurwesens auf und wurde 1952 mit einer Arbeit über Strömungsvorgänge an Horizontalbrunnen zum Dr.-Ing. promoviert.
1955 übernahm Falcke zunächst die Leitung der Bauabteilung und später auch die technische Geschäftsführung der Wohnungsbaugesellschaft der Duisburger Kupferhütte. Während seiner Zeit in Duisburg meldete er am 19. November 1957 unter der Nummer DE1041012B ein Patent für eine „Abschlussdecke aus keramischem Material für Berieselungstürme“ an.
In den 1960er Jahren wechselte Falcke zur Farbwerke Hoechst AG in Frankfurt am Main. 1965 wurde ihm die Aufgabe übertragen, eine zusätzliche Planungsabteilung für Werksanlagen im In- und Ausland aufzubauen und deren Führung zu übernehmen. Unter seiner Verantwortung entstanden mehrere neue Werke sowie Werkserweiterungen in Deutschland sowie in den Niederlanden (Vlissingen und Breda). Für Auslandsgesellschaften der Hoechst AG plante Falcke Anlagen in zahlreichen weiteren Ländern, darunter eine große Kunststofffabrik im Industrie- und Hafengebiet Bayport in der Metropolregion Houston, Texas; dies stellte die bis 1981 größte Investition der Hoechst-Gruppe dar. Ab 1972 leitete Falcke zudem die Abteilung „Bauprojektplanung im Ingenieurwesen“ im Stammwerk Hoechst.
Im Jahr 1966 gab Friedrich-Karl Falcke das Kleine Handbuch des Säureschutzbaues heraus. Das 568 Seiten umfassende Buch mit 417 Abbildungen und 26 Tabellen galt nach seinem Erscheinen in der Fachwelt als Standardwerk in diesem Bereich des Bauwesens. In der Zeitschrift Chemische Industrie war 1970 zu lesen:

„Das vorliegende Buch schließt eine Lücke auf einem sehr wichtigen Gebiet des industriellen Chemiesektors; denn bislang gab es keine so umfassende, dem heutigen Stand gerecht werdende Darstellung aller Möglichkeiten des Säureschutzbaues […] Dieses Buch ist jedem Chemieingenieur wärmstens zu empfehlen, dessen Aufgaben nicht nur im Bau von technischen Anlagen allein liegen, sondern vornehmlich auch einen Säureschutz erfordern.“

 Falckes Fachbuch wurde 1977 auch auf Spanisch und 1985 auf Englisch veröffentlicht. Sein Fachwissen gab Falcke auch in zahlreichen veröffentlichten Fachbeiträgen und in Referaten weiter. Durch seine langjährige Mitarbeit in den Arbeitskreisen und im Hauptausschuss der Arbeitsgemeinschaft Industriebau leistete er einen wesentlichen Beitrag zur Entwicklung der Normblätter für den Industrie-, Säure- und Feuerungsbau.
Anlässlich seines 60. Geburtstags im Oktober 1981 wurde Friedrich-Karl Falckes Lebenswerk mit einem Artikel im Zentralblatt für Industriebau, einer der führenden deutschsprachigen Fachzeitschriften für Industriebau, gewürdigt. Darin heißt es unter anderem:

„Die vielgestaltige langjährige Berufspraxis verschaffte Dr. Falcke Einblicke in die unterschiedlichsten Bauweisen und Baumärkte der Welt. Er gehört heute sicher zu der begrenzten Zahl von Fachkollegen mit „Bauerfahrungen“ in Nord- und Lateinamerika, in Afrika, Japan und Fernost.“

Über Falckes letzten Lebensabschnitt ist wenig bekannt. An der englischsprachigen Ausgabe seines Handbuchs, die 1985 erschien, war er noch beteiligt. Sein Todesdatum ist nicht dokumentiert.

## Veröffentlichungen (Auswahl)
- Versuche über die Strömungsvorgänge an Brunnen mit horizontalen Fassungssträngen unter Berücksichtigung des Einflusses der geometrischen und physikalischen Veränderlichen. Dissertation, Technische Hochschule Karlsruhe, 29. Juli 1952.
- Instandsetzung einer Umschlaganlage am Rheinufer mittels Wellenspundwand und Bodenverfestigung. Fachbeitrag in: Bau-Maschine und Bau-Technik, Band 5, Bauverlag, 1958, S. 185 ff.
- Vorgespannte Stahlbetonkonstruktionen in Neuanlagen der Duisburger Kupferhütte AG. Fachbeitrag in: Zentralblatt für Industriebau, 6. Jahrgang, 1960, Nr. 2, S. 51–60.
- Friedrich-Karl Falcke (Hrsg.): Kleines Handbuch des Säureschutzbaues. Verlag Chemie, Weinheim/Bergstraße 1966.
  - spanisch: Friedrich Karl Falcke (Hrsg.), C. Calvo (Übersetzer), Jesús Tellaeche: La construcción antiacida. Urmo, Bilbao 1977.
  - englisch: Friedrich-Karl Falcke (Hrsg.), Guido Lorentz (Mitarbeit): Handbook of Acid-Proof Construction. VCH, Weinheim 1985, ISBN 3-527-25999-6; Deerfield Beach, Florida 1985, ISBN 0-89573-370-6, überarbeitete Ausgabe der deutschen Ausgabe von 1966.
- Keramische Konstruktionen in Wasch- und Säuretürmen. Fachbeitrag in: Kleines Handbuch des Säureschutzbaues. Verlag Chemie, Weinheim/Bergstraße 1966, S. 363 ff.[6]